# Баканюк
Баканюк (пол. Bakaniuk) — село в Польщі, у гміні Рачки Сувальського повіту Підляського воєводства.
Населення — 190 осіб (2011).
У 1975-1998 роках село належало до Сувальського воєводства.

## Демографія
Демографічна структура станом на 31 березня 2011 року:
|          | Загалом | Допрацездатний вік | Працездатний вік | Постпрацездатний вік |
| -------- | ------- | ------------------ | ---------------- | -------------------- |
| Чоловіки | 105     | 21                 | 72               | 12                   |
| Жінки    | 85      | 15                 | 52               | 18                   |
| Разом    | 190     | 36                 | 124              | 30                   |